# ミカエル・フリュールント
ミカエル・フリュールント（Mikael Fruelund、1980年2月27日 - ）は、デンマークのハンドボール選手。
現在はハンドボルド・リーガエン (男子)のNordsjælland Håndboldに所属してプレーしている。彼は以前、ハンドボルド・リーガエン (男子) のBjerringbro FH、Viborg HK、GOG Svendborgに所属していた。彼は、また、スペインリーグのBM Alteaにも所属した。
彼は青年の頃、ハンドボールデンマーク代表で何度か出場した。
彼の姉は、元ハンドボールデンマーク女子代表のカトリーヌ・フリュールント。